# Бартош Кізеровський
Бартош Кізеровський (пол. Bartosz Kizierowski, 20 лютого 1977) — польський плавець.
Учасник Олімпійських Ігор 1996, 2000, 2004, 2008 років.
Призер Чемпіонату світу з плавання на короткій воді 1999 року.
Чемпіон Європи з водних видів спорту 2002, 2006 років, призер 1997 року.
Призер Чемпіонату Європи з плавання на короткій воді 2003 року.
Переможець літньої Універсіади 2001 року.